# Калязинская радиоастрономическая обсерватория
Калязинская радиоастрономическая обсерватория (сокращённо КРАО; ранее именовалась Центр дальней космической связи Особого Конструкторского Бюро МЭИ «Калязин», сокращённо ЦДКС ОКБ МЭИ «Калязин» и «Калязинский пункт космической связи», сокращённо КПКС) — российская радиоастрономическая обсерватория, подразделение Особого конструкторского бюро Московского энергетического института. Введена в строй в 1992 году. Располагается вблизи города Калязин Тверской области в 200 км к северу от Москвы.
Основным инструментом является радиотелескоп ТНА-1500, созданный ОКБ МЭИ. Сейчас производитель называется Опытный завод МЭИ. С 2001 года по 2015 года ТНА-1500 находилась в аренде АКЦ ФИАН у ОКБ МЭИ. С 2016 года участвовал в проекте ESA и Роскосмос ExoMars. В обсерватории постоянно работает 17 человек персонала.

## История обсерватории

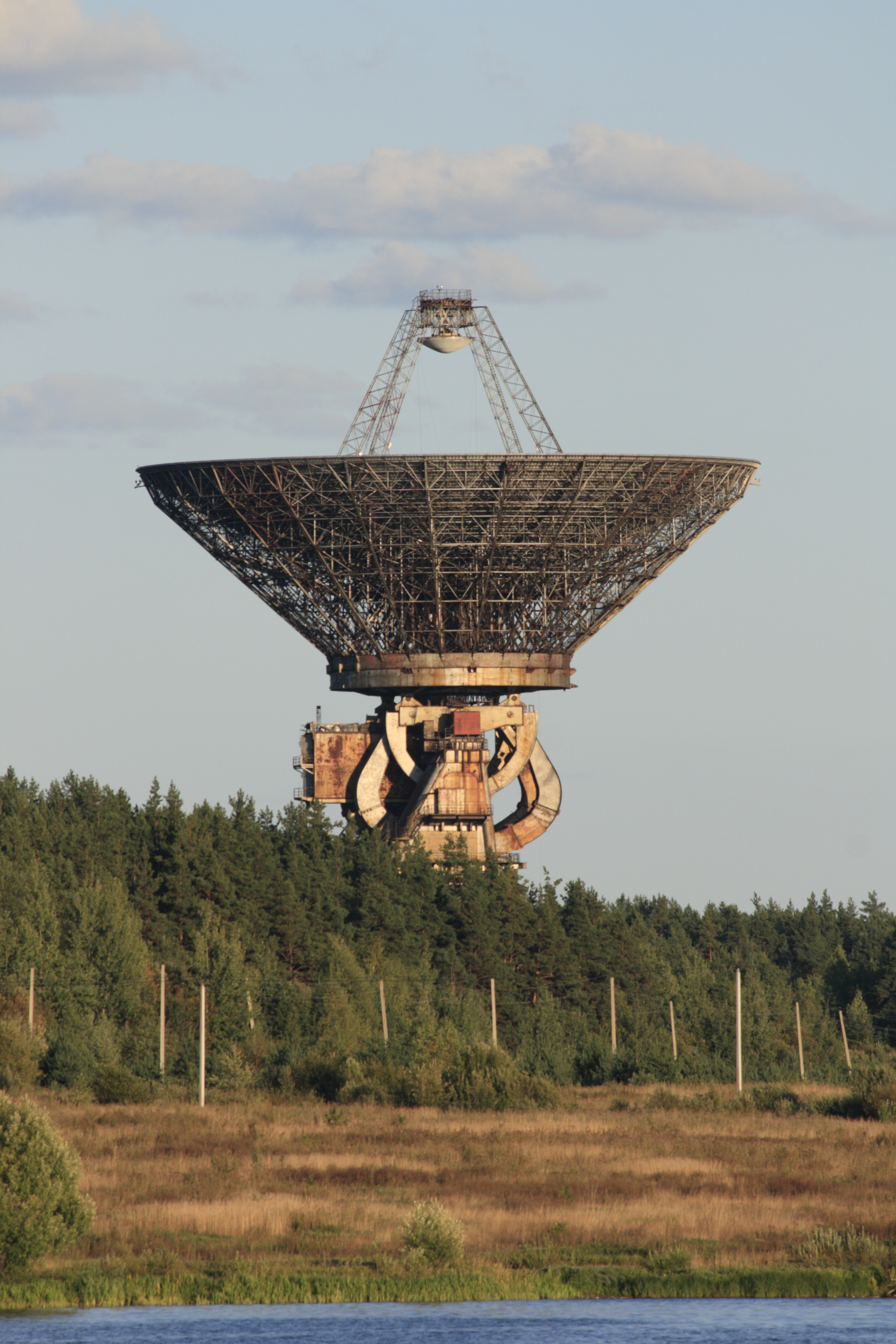
Радиотелескоп ТНА-1500 Калязинской радиоастрономической обсерватории

Начало строительства летом 1974 года.
Объект введён в строй в 1992 году.
В 2010 году в обсерватории произошёл пожар, в результате которого пострадало дорогостоящее оборудование и главная антенна. Реконструкция и восстановление в рамках Федеральной космической программы продолжались 2 года. В ходе работ проведена замена системы энергоснабжения, реконструирована надзеркальная кабина, в которой размещён комплекс приёмо-передающего оборудования. Проведена замена зеркала малого диаметра и улучшена форма поверхности главного зеркала. Всё это повысило чувствительность радиотелескопа и сделало доступным более высокий частотный диапазон наблюдений космических радиоисточников.

## Руководители обсерватории
- Отдел пульсарной астрометрии ПРАО: Калязинская радиоастрономическая лаборатория. Зав. лабораторией: Орешко В. В.[4].

## Инструменты обсерватории
- Радиотелескоп ТНА-1500 или РТ-64: D = 64 м, F/0,37, полноповоротный параболический рефлектор, минимальная рабочая длина волны = 1 см, общая масса = 3800 т, масса зеркала = 800 т, вторичное зеркало D = 6 м.

Наблюдаемая часть небесной сферы: A = ± 270° H = 0° — 90°;

Класс наблюдений: B;

Выделенные полосы частот для наблюдений, ГГц: 0,608 — 0,614, 1,660 — 1,670, 4,8 — 4,990, 4,990 — 5,0, 22,21 — 22,50;

Шумовая температура радиотелескопа, °К: 80, 22, 22, 22, 65.

## Направления исследований
- Спектральная радиоастрономия
- Физика пульсаров и пульсарная астрометрия
- Исследования галактических и внегалактических объектов
- Радиоинтерферометрия со сверхдлинными базами (РСДБ)
- Поиск космического мусора
- Прием информации с космических аппаратов из дальнего космоса

## Основные достижения
- Цикл радиоастрономических наблюдений по программе «Радиоастрон».
- Первые наблюдения пульсаров с астрометрической привязкой к квазарной системе координат с базой в 7000 км.
- Участие в международном проекте по изучению Марса ExoMars[5] 2016.